# متحف نابولي الوطني للآثار
متحف نابولي الوطني للآثار (بالإيطالية: Museo archeologico nazionale di Napoli)‏ يقع في مدينة نابولي الإيطالية، داخل مدينة نيلبوليس الإغريقية القديمة.
وهو يحتوي على مجموعة كبيرة من القطع الأثرية، وخاصة من مواقع هركولانيوم وبومبي وستابيس، إلى جانب بعض القطع الأثرية المصرية.
وتحتوي هذه المجموعة بعض أهم أعمال الحقبة اليونانية الرومانية.

## المجموعات

### رخاميات

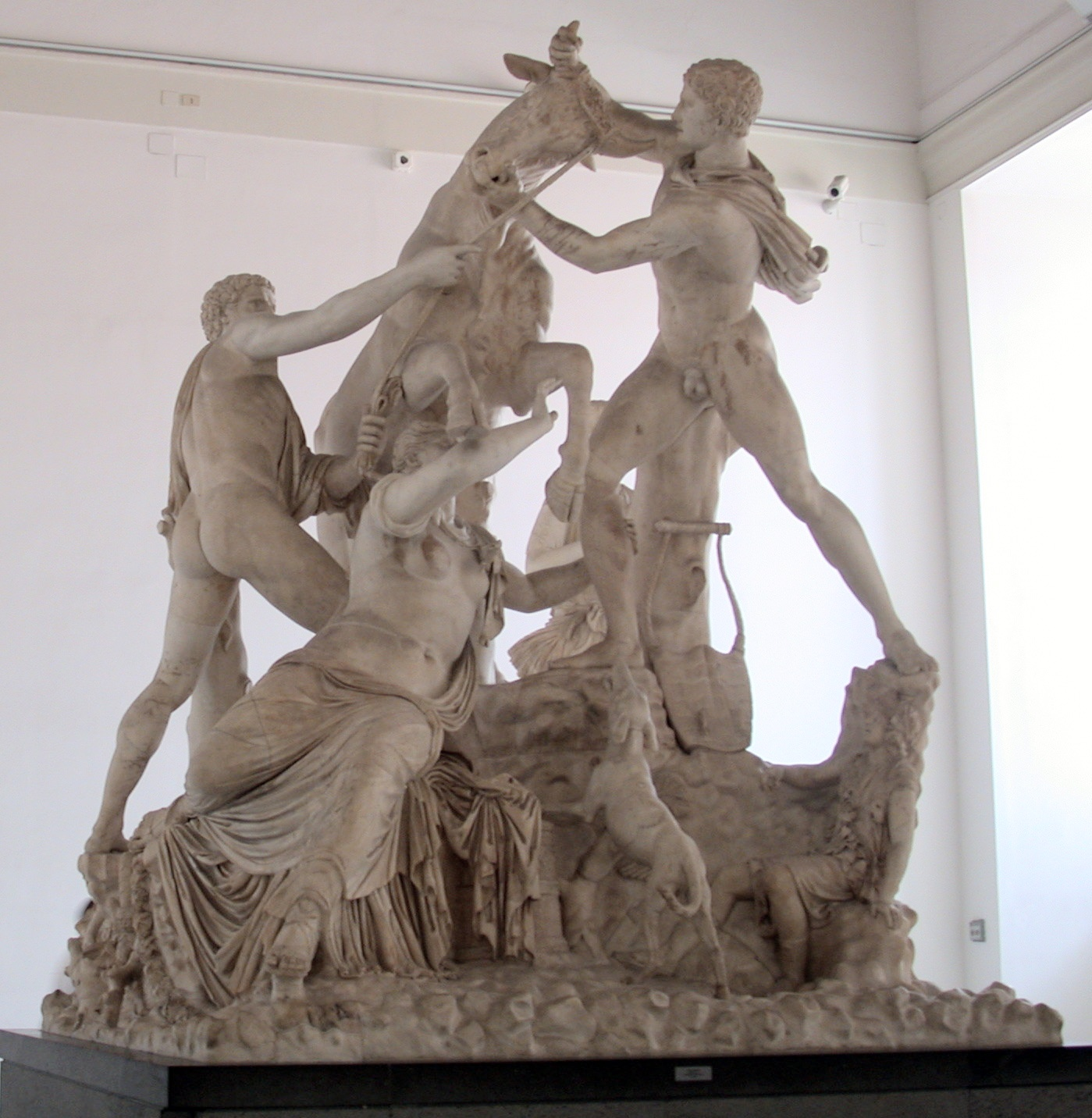
ثور فرنس
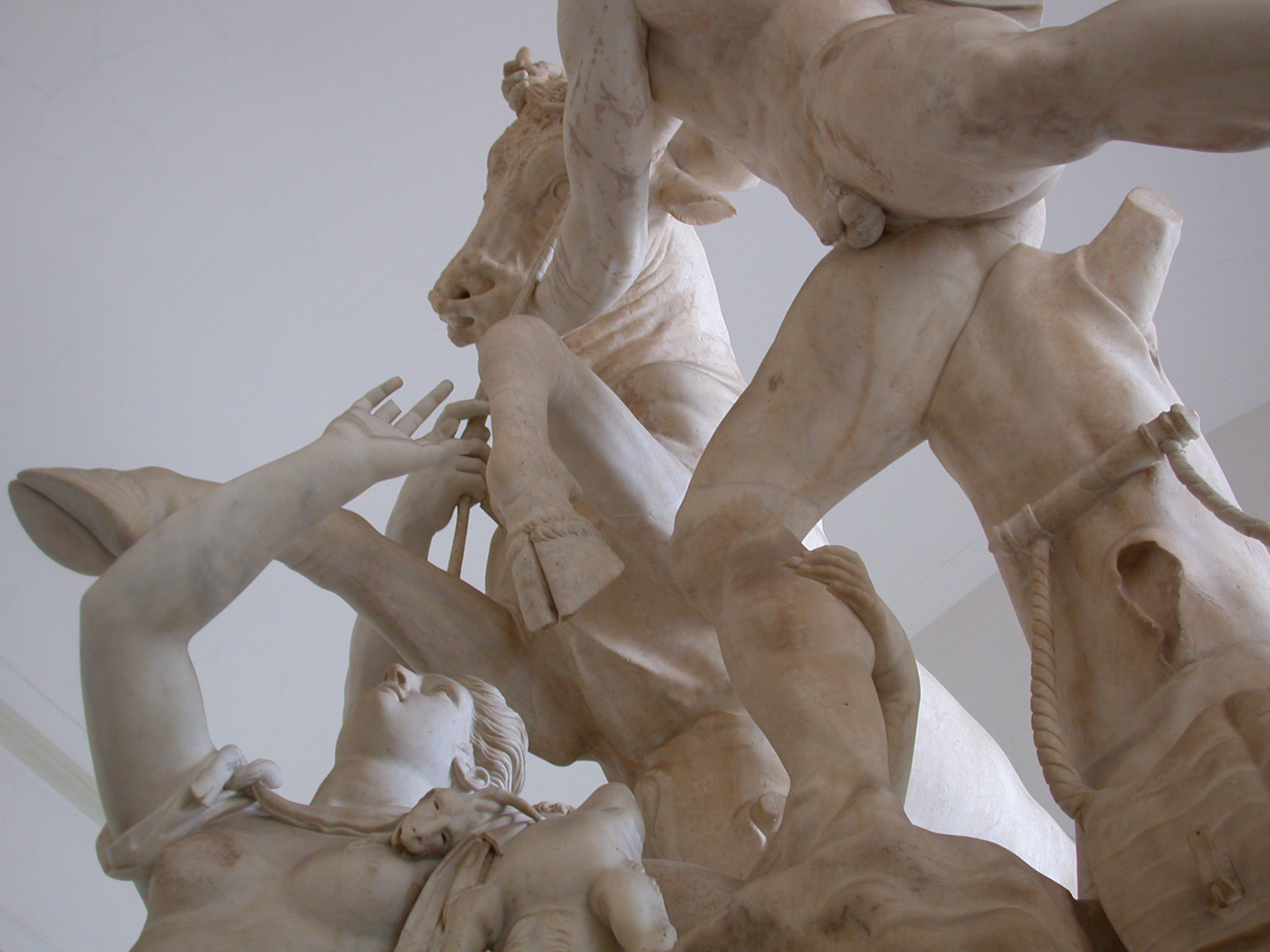
ثور فرنس
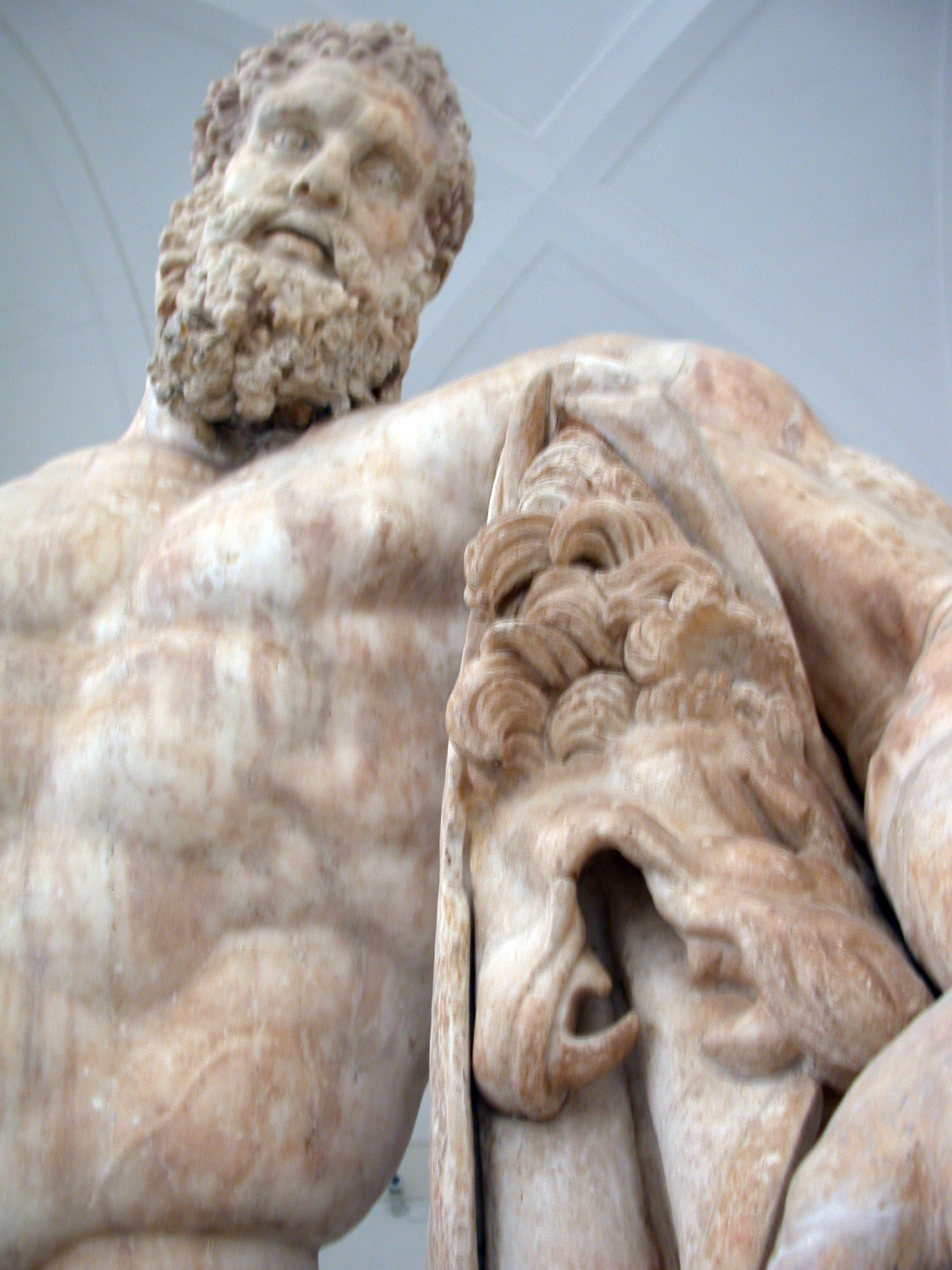
هرقل فرنس

### برونزيات

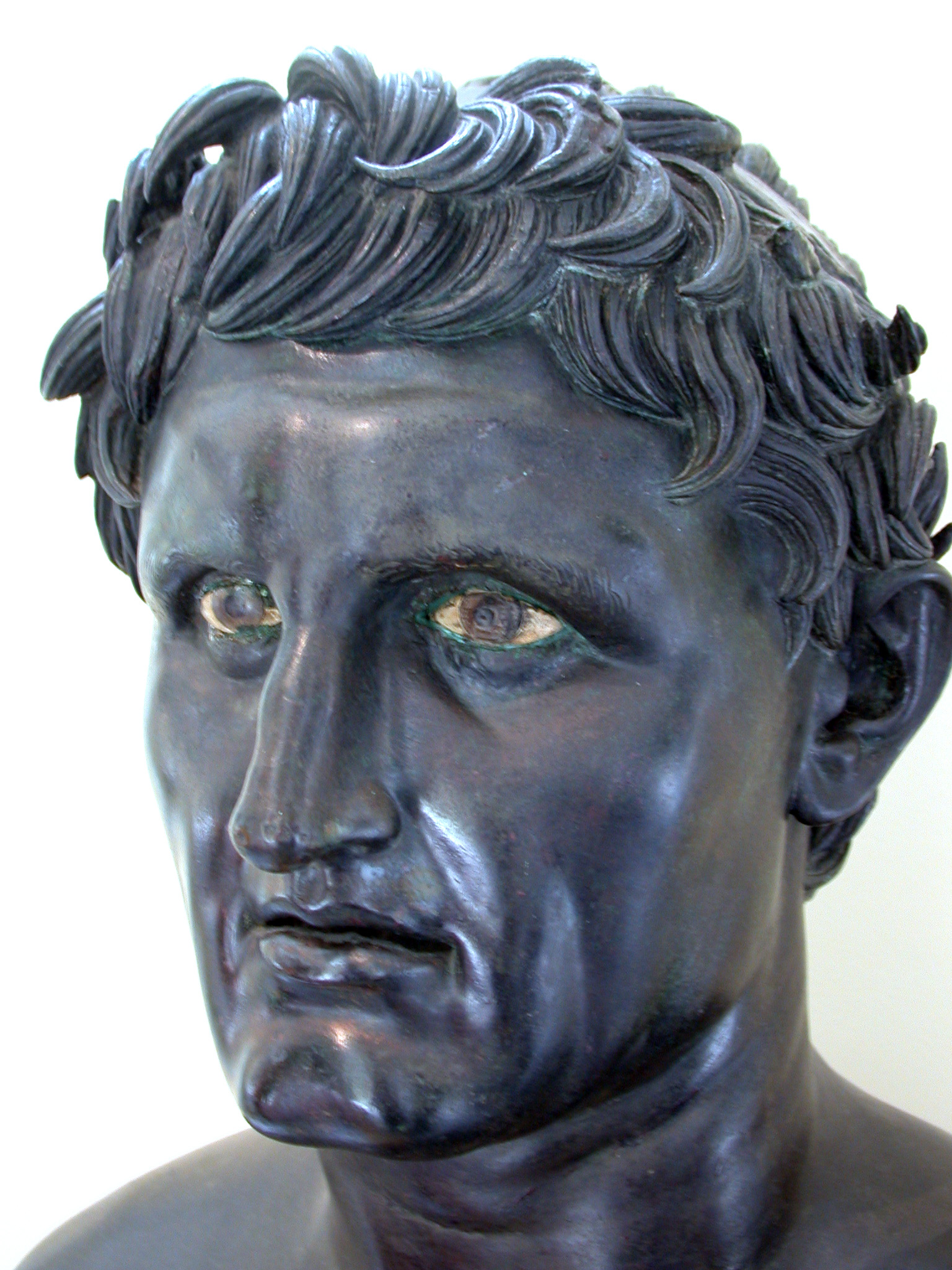
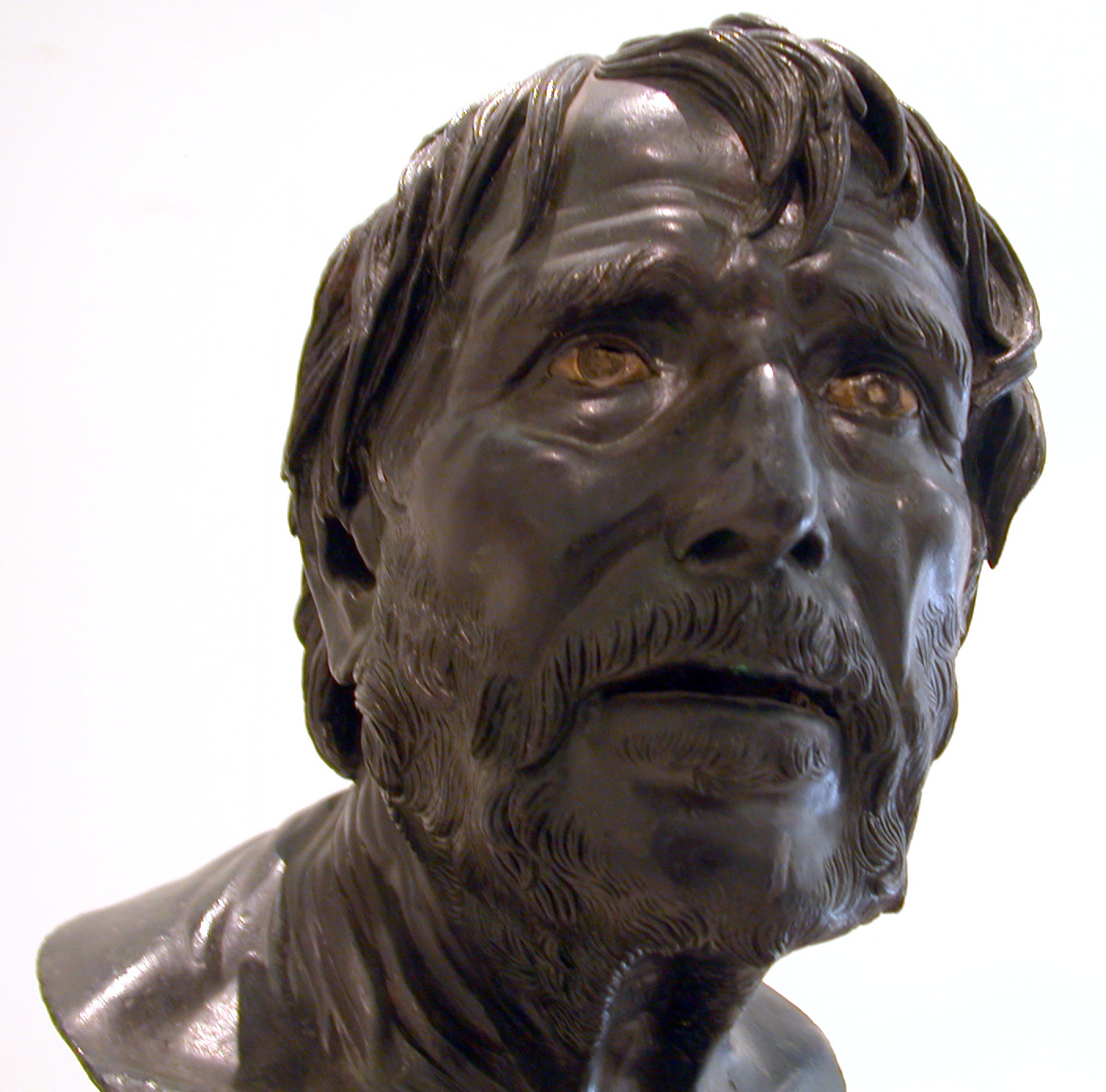
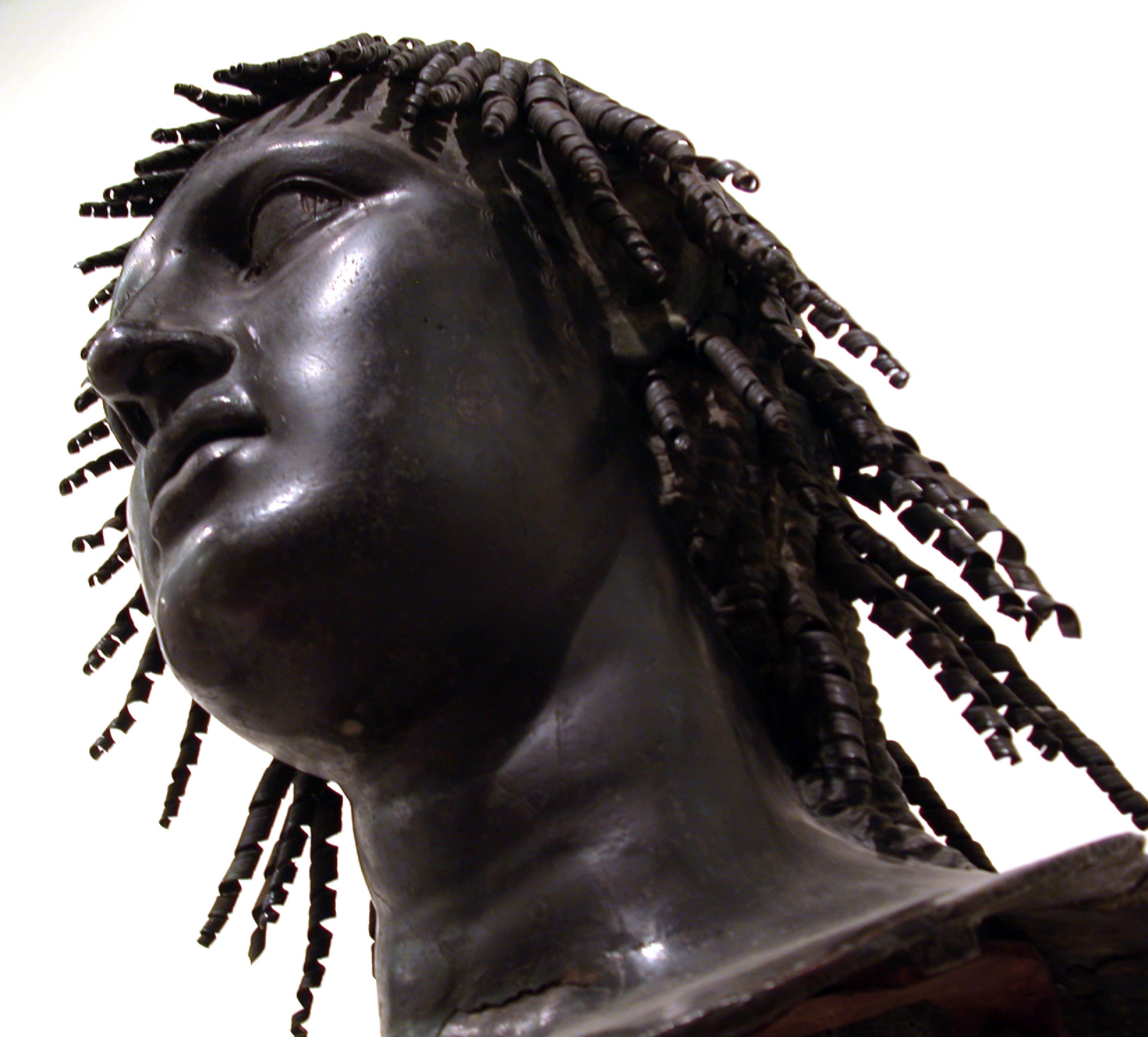
رجل يافع
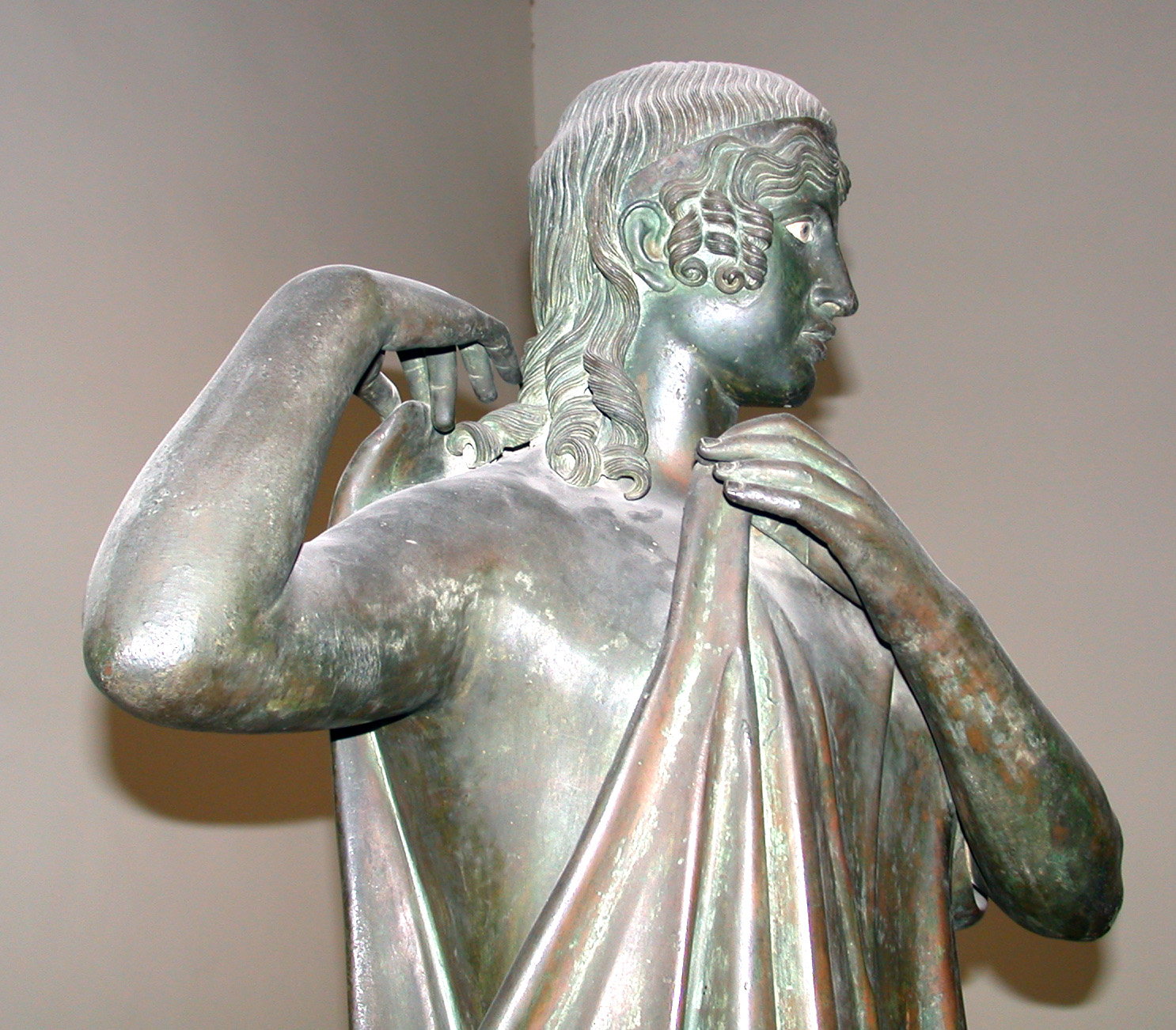
راقصة
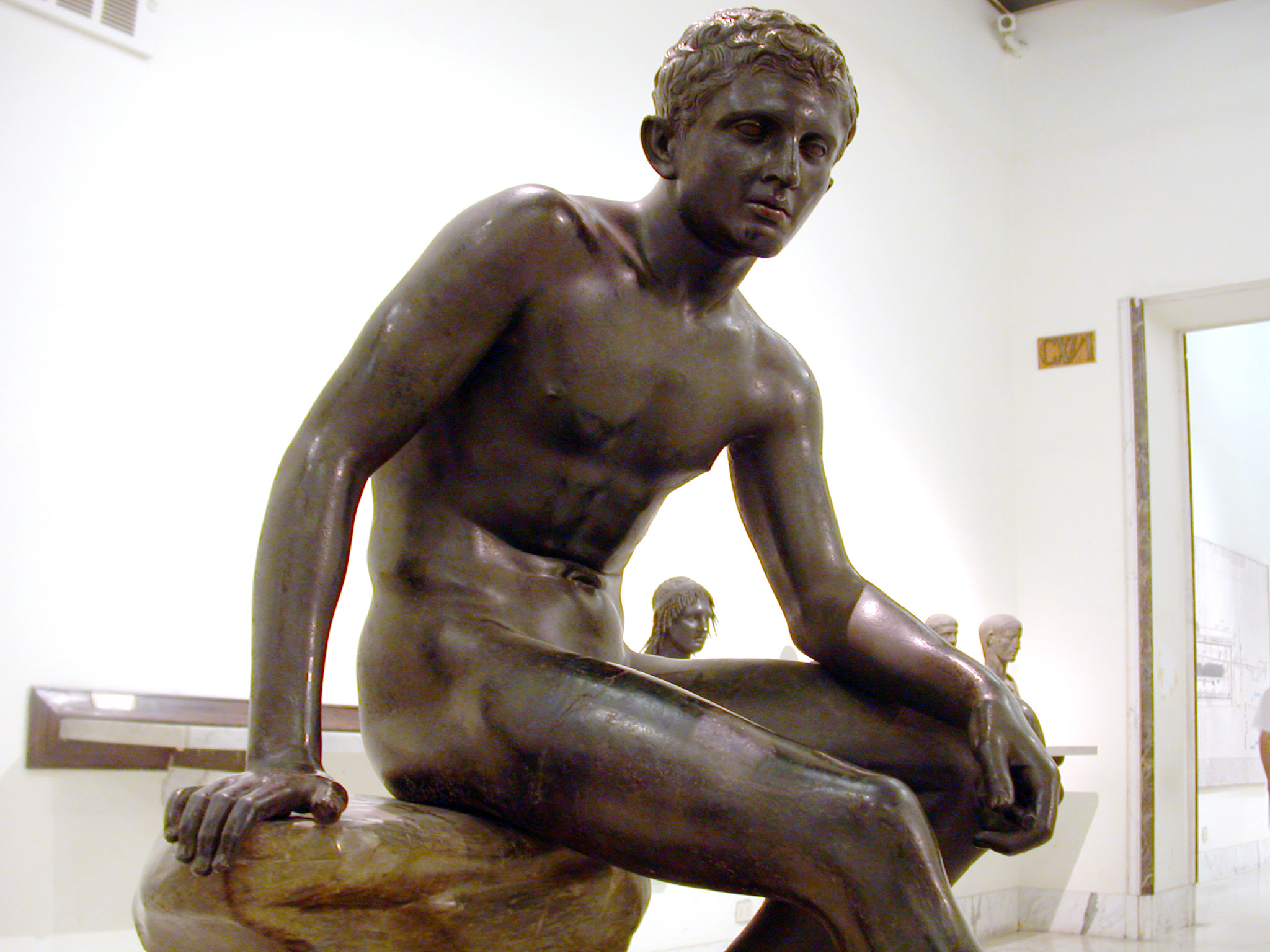
هرمس
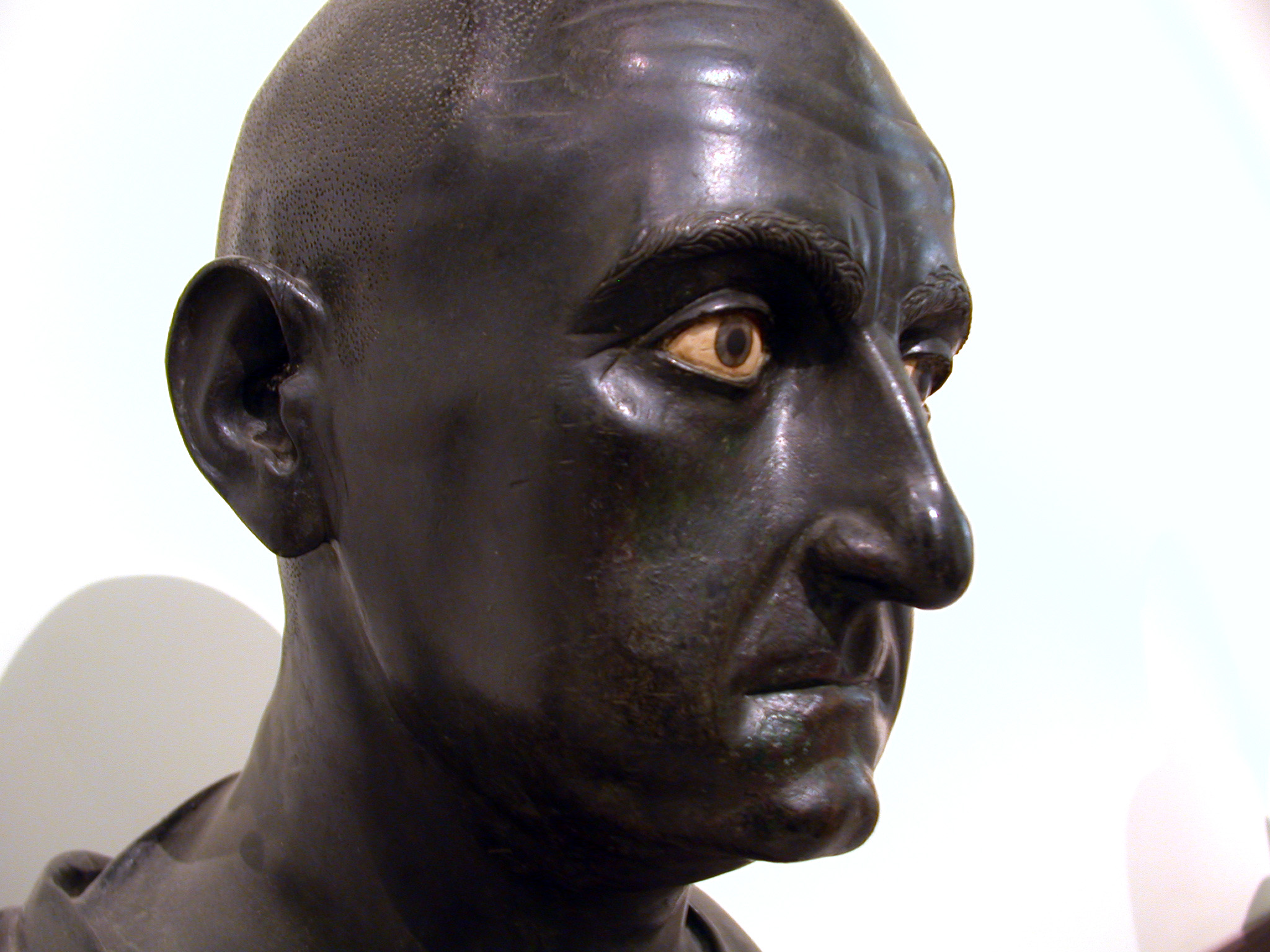

### موزايك

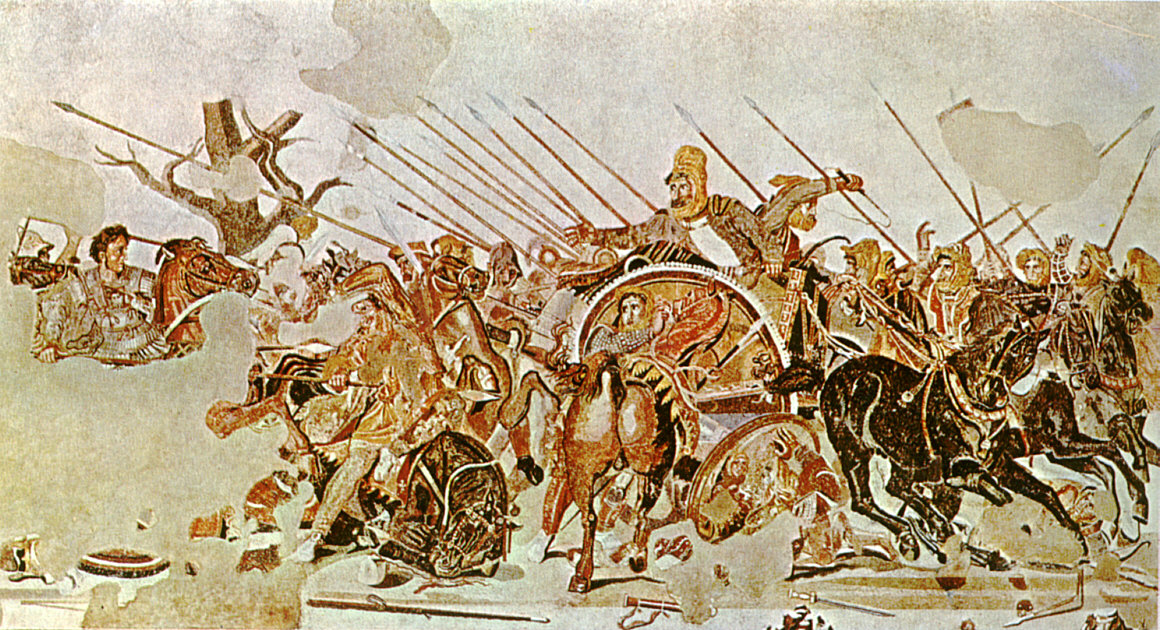
موزايك ألاسكندر
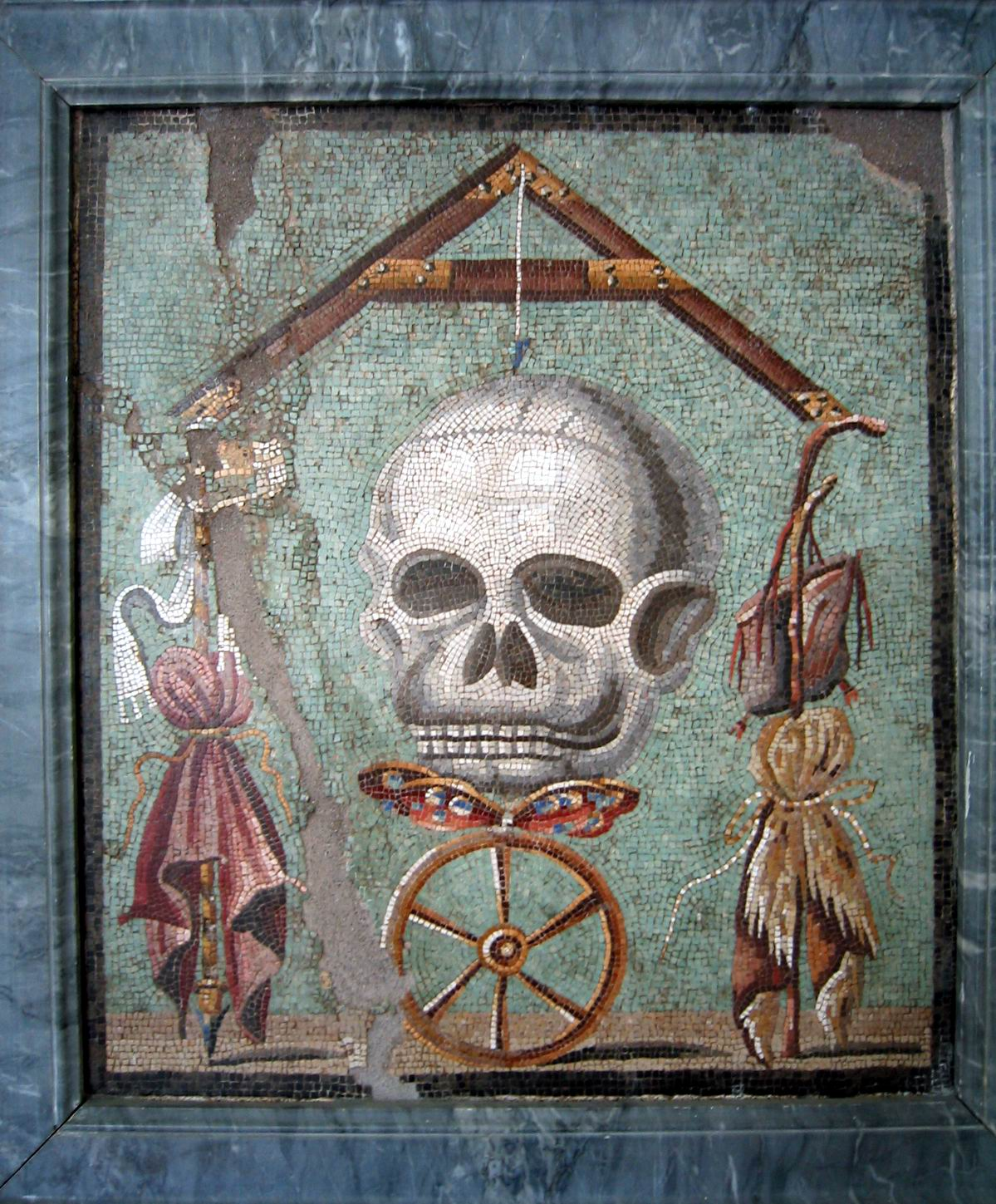
عجلة الثروة
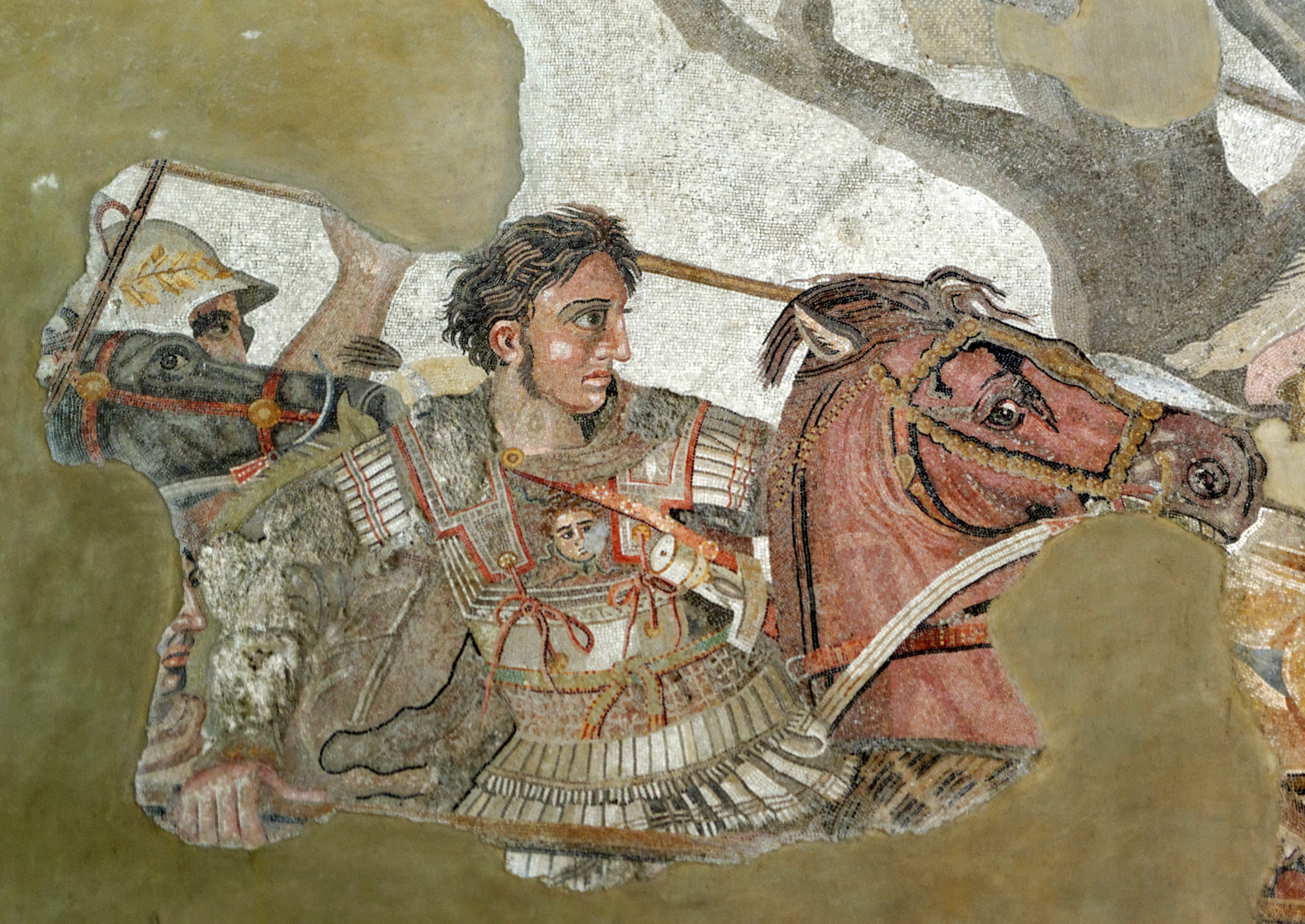
الاسكندر الأكبر
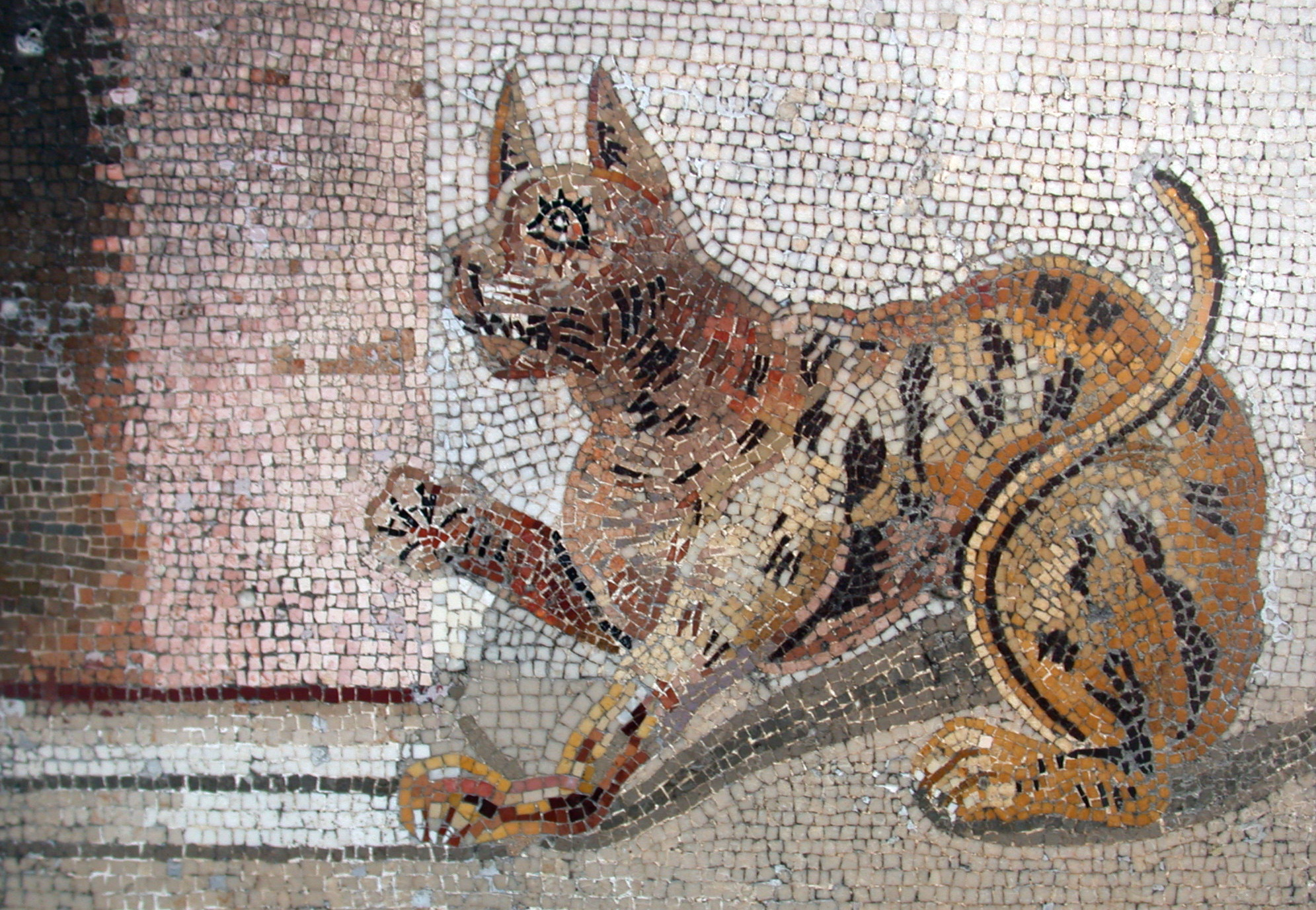
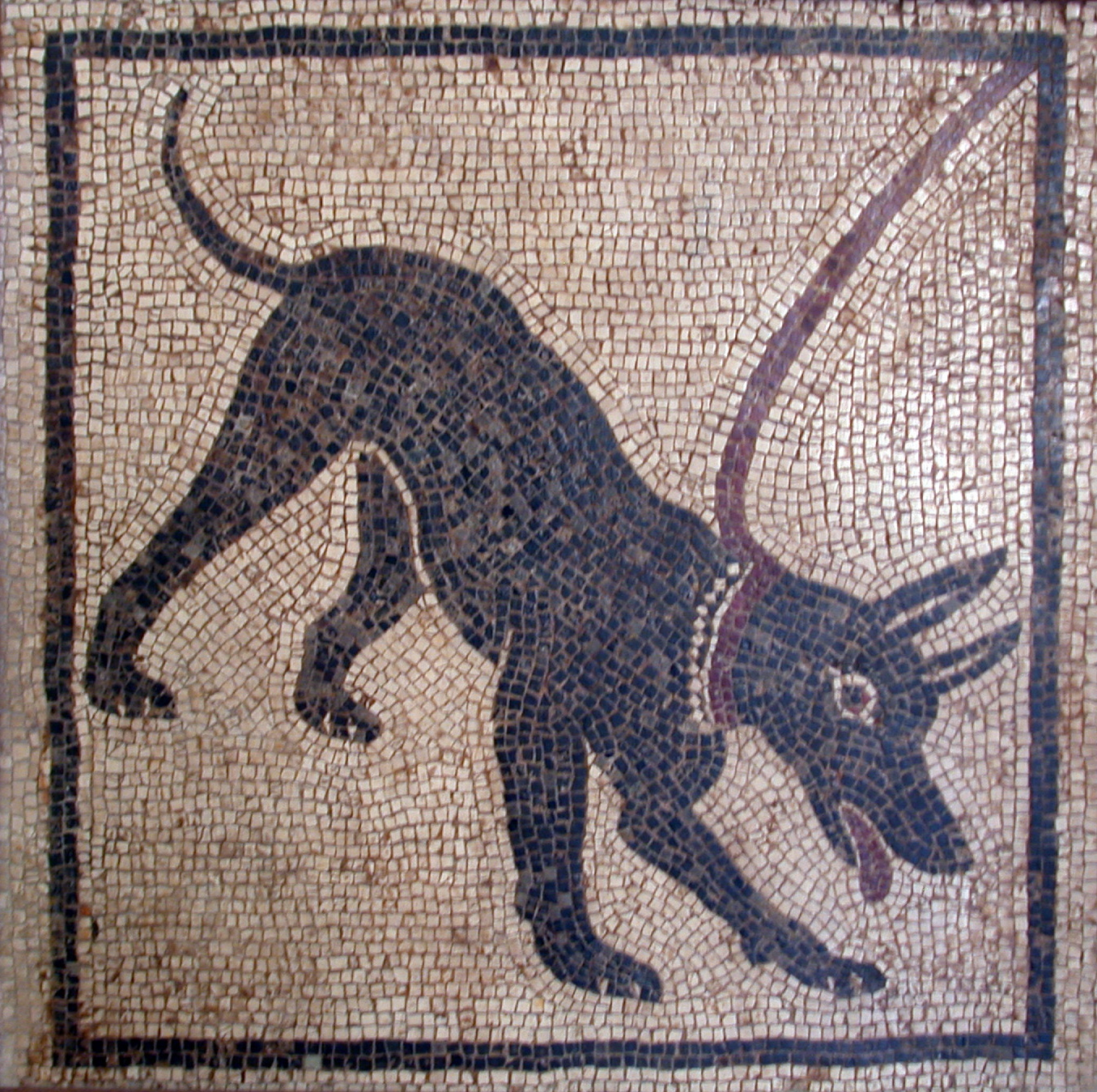
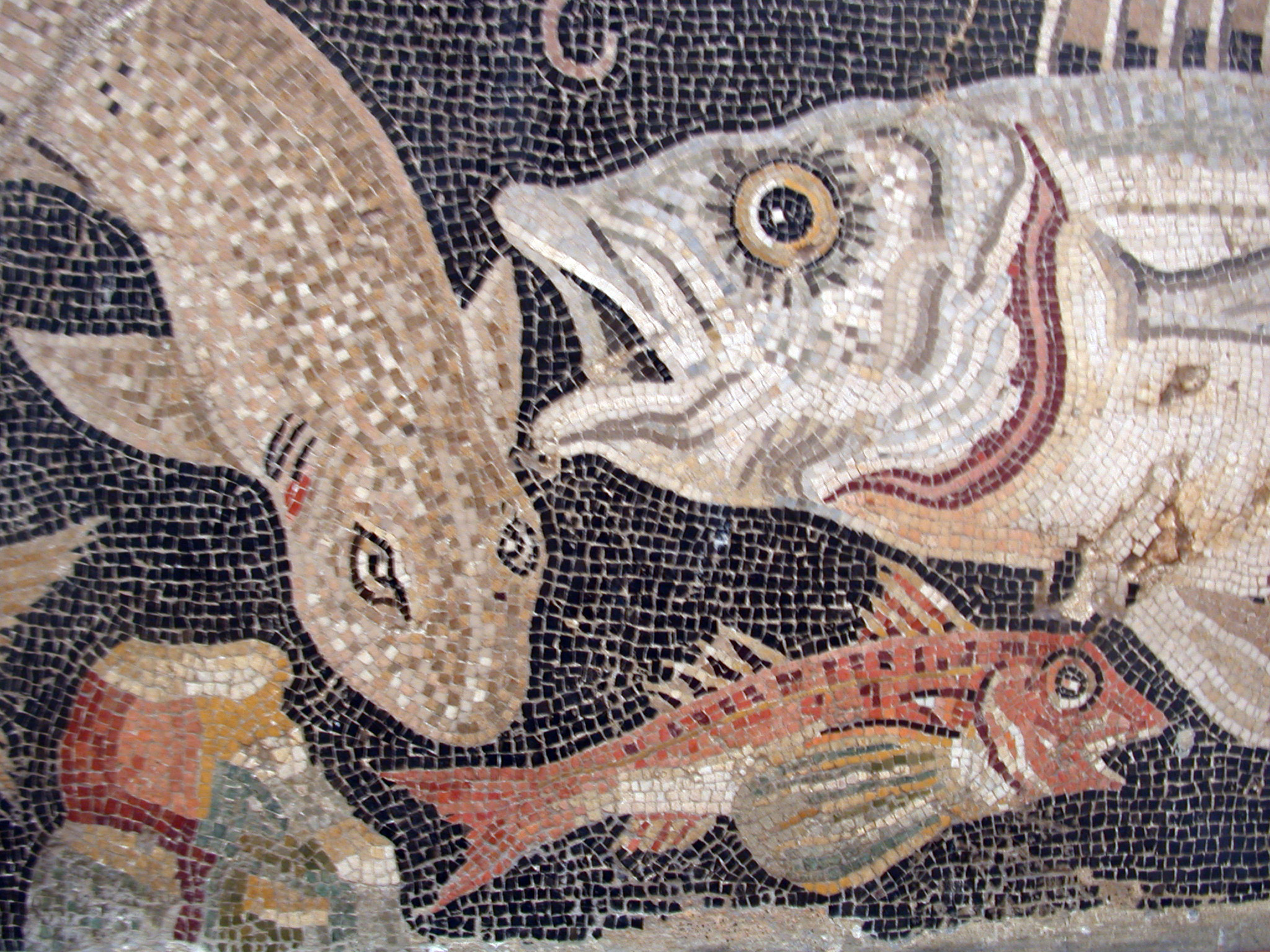
سمك
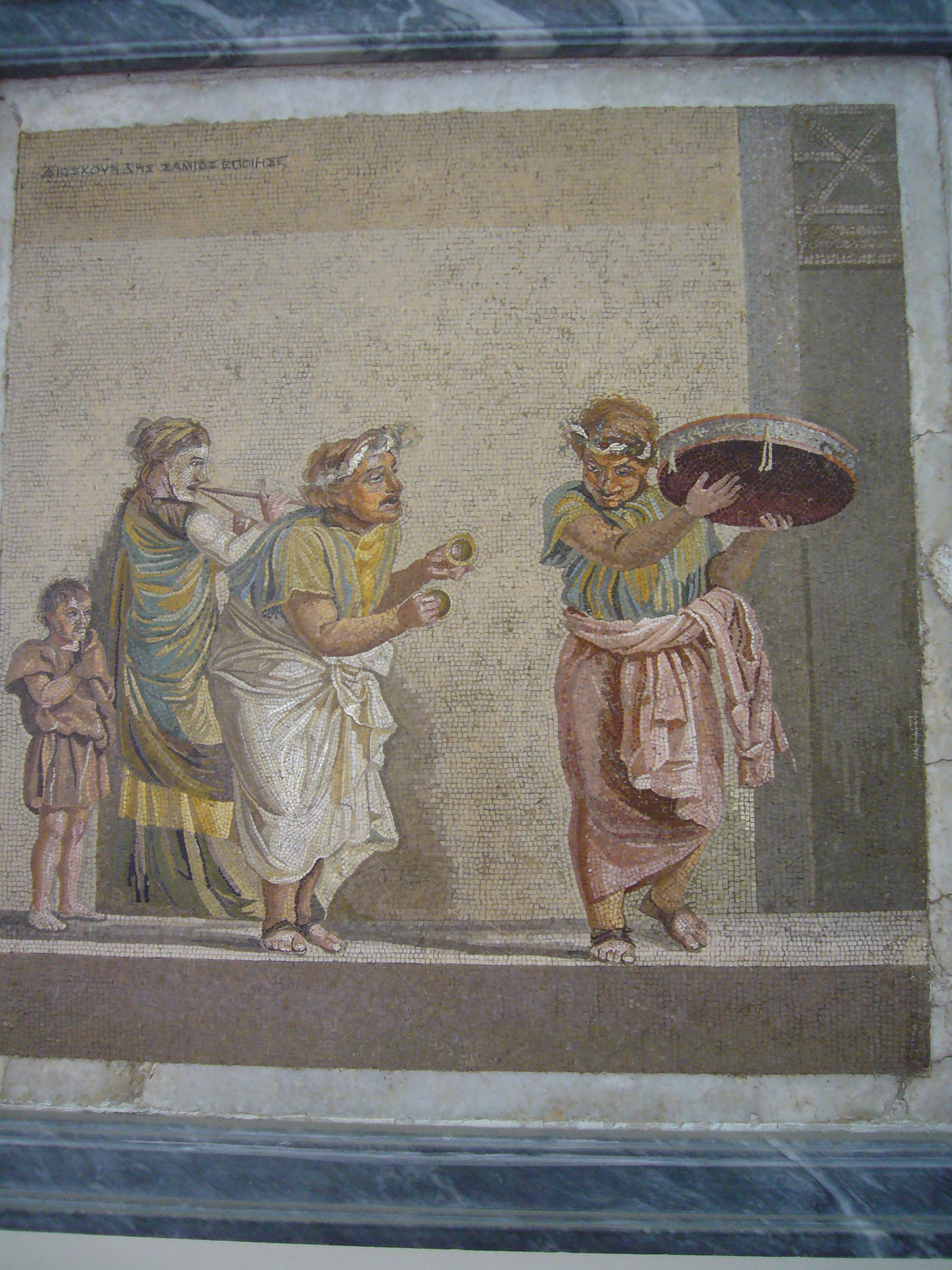

### المجموعة المصرية

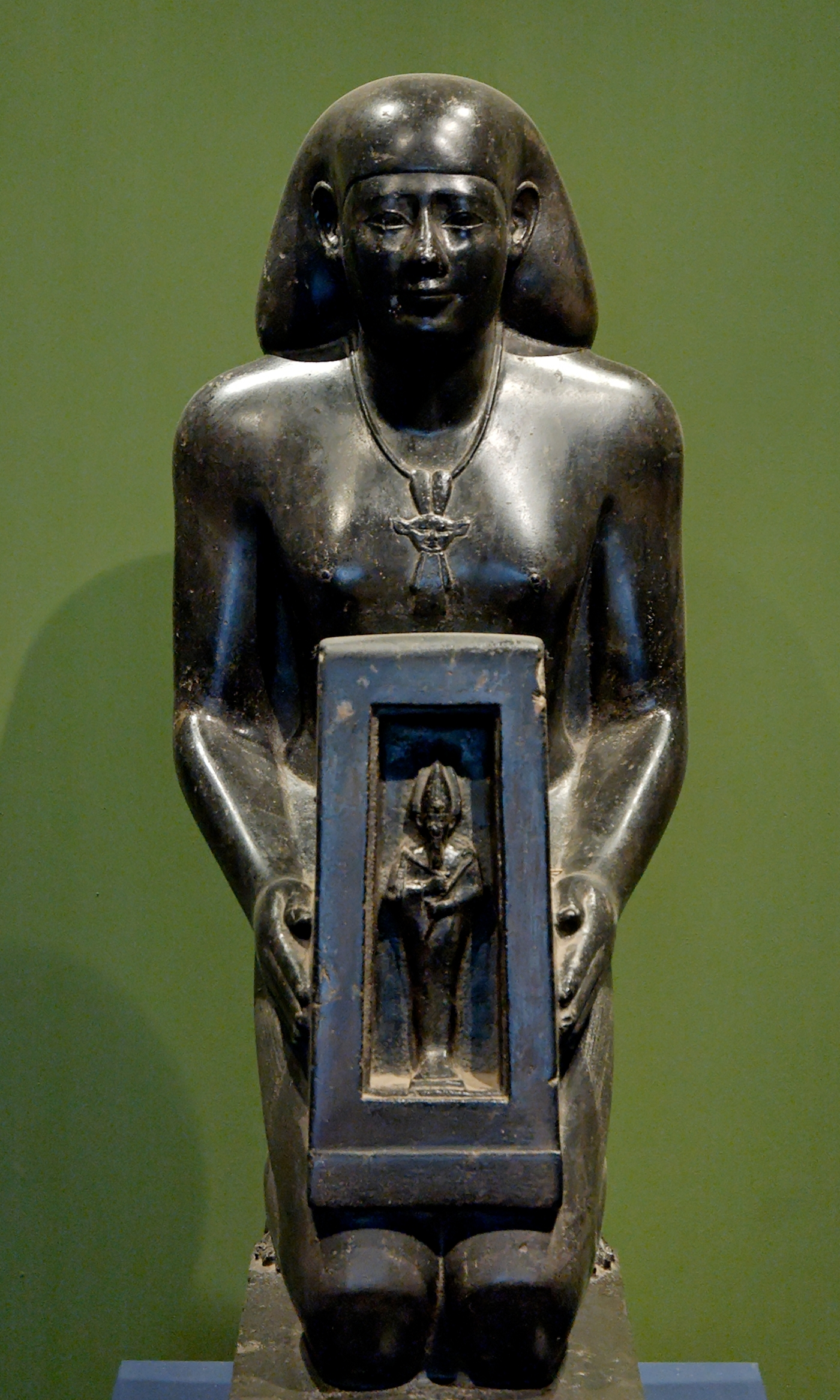
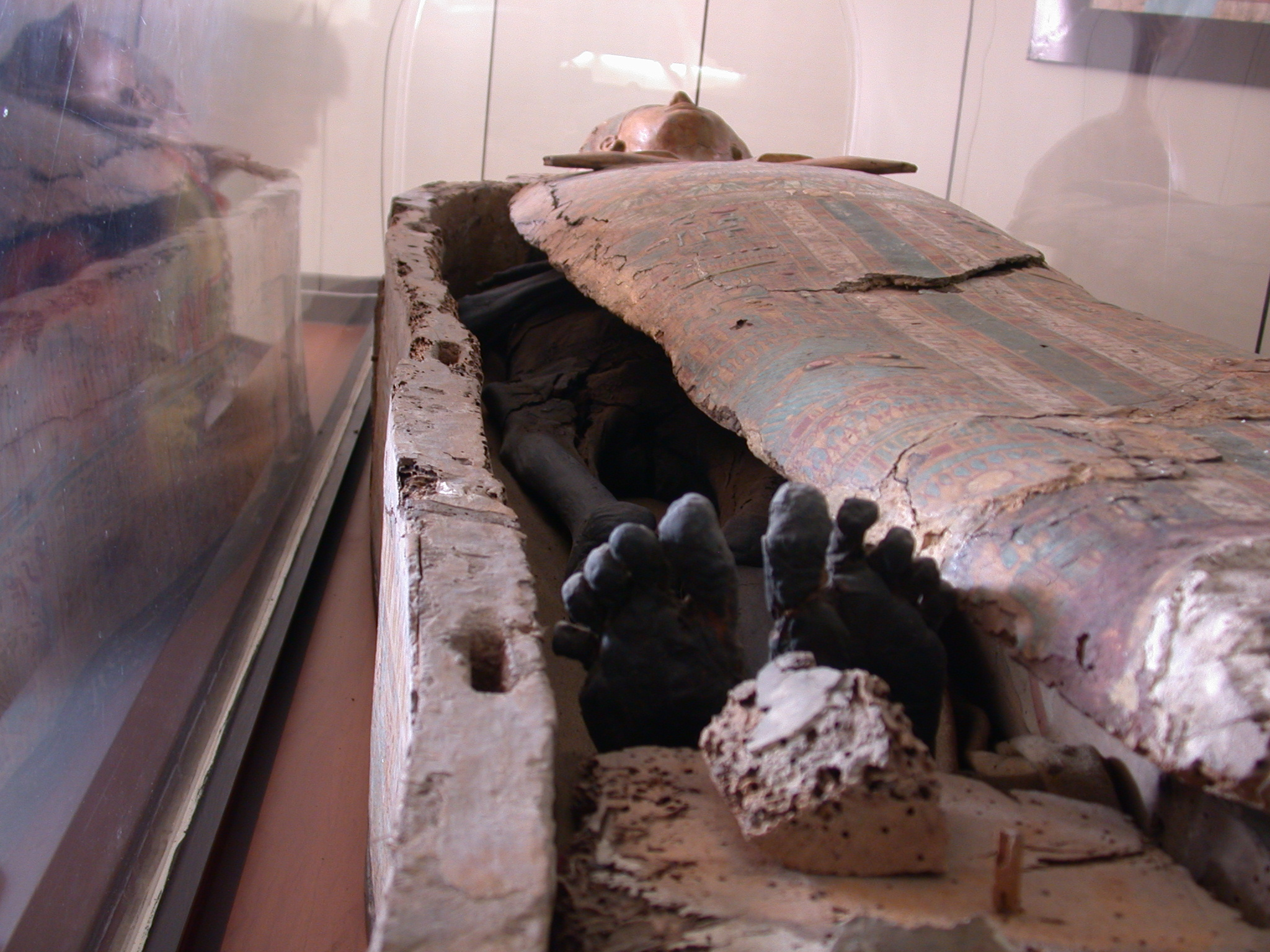
مومياء